# Jydsk Aluminium Industri
A/S Jydsk Aluminium Industri er en dansk industrivirksomhed i Herning, som bearbejder aluminium til forskellige produkter.
Virksomheden er grundlagt 1. september 1945 af Christian Jensen (1914-1978), som også i 1962/63 udviklede et af fabrikkens mest kendte produkter: Lågen af aluminium til affaldsskakter i bl.a. utallige beboelsesejendomme. Sønnen Villy Jensen blev sat i spidsen for salgsafdelingen.
I 1969 fik JAI sin første eksportordre, og i 1990'erne blev produktionskapaciteten mere end fordoblet. I 2001 var firmaets eksportandel over 98 procent.